# Jimmy Jones (calciatore)
Jimmy Jones (Lurgan, 25 luglio 1928 – Lurgan, 13 febbraio 2014) è stato un calciatore nordirlandese.

## Carriera

### Club
Durante il Boxing Day del 1948 disputatosi a Windsor Park tra Linfield e Belfast Celtic, la partita finì con l'invasione di campo seguita da uno scontro tra le due fazioni, nel quale l'attaccante cattolico del Belfast Celtic ne uscì con una gamba rotta.

### Nazionale
Ha giocato tre partite con la sua nazionale segnando un gol.

## Palmarès

### Club

#### Competizioni nazionali
- Campionato nordirlandese: 4

Belfast Celtic: 1947-1948
Glenavon: 1951-1952, 1956-1957, 1959-1960
- Irish Cup: 3

Glenavon: 1956-1957, 1958-1959, 1960-1961
- City Cup: 4

Belfast Celtic: 1947-1948
Glenavon: 1954-1955, 1955-1956, 1960-1961
- Gold Cup (Irlanda del Nord): 2

Glenavon: 1954-1955, 1956-1957
- Ulster Cup: 2

Glenavon: 1954-1955, 1958-1959
- Dublin and Belfast Inter-City Cup: 1

Belfast Celtic: 1947-1948

### Individuale
- Capocannoniere del campionato nordirlandese: 6[3]

1947-1948 (28 gol), 1951-1952 (27 gol), 1953-1954 (32 gol), 1955-1956 (26 gol), 1956-1957 (33 gol), 1959-1960 (29 gol)